# Свети синод
Свети синод (грч. Ιερά Σύνοδος) црквени је законодавни или извршни орган. На његовом челу стоји црквени поглавар (предстојатељ).
У неким православним помјесним црквама свети синод је сабор свих епархијских архијереја и самим тим врховна власт. У тим црквама обично постоји и стални синод, црквено тијело ужег састава које је носилац извршне власти. Нпр. у Грчкој православној цркви постоји Свети архијерејски синод (црквенозаконодавна власт) и Стални свети синод (извршна власт).
У другим православним црквама свети синод је само извршни орган док се црквенозаконодавни орган назива архијерејски сабор или сабор епископа. Нпр. у Српској православној цркви постоји Свети архијерејски сабор (црквенозаконодавна власт) и Свети архијерејски синод (извршна власт). Исто тако, у Руској православној цркви постоји Архијерејски сабор и Свети синод.
Осим црквенозаконодавне или извршне власти свети синод врши и судску власт над архијерејима. Сходно томе, према канонском праву, синод у свом саставу мора имати најмање тројицу архијереја. Тело које се издаје за синод, а не задовољава канонске предуслове за пуноправан рад, означава се као "псеудо-синод".